# William Francis Hillebrand
William Francis Hillebrand (Honolulu, 1853 – 1925) è stato un chimico statunitense.

## Biografia
Dopo studi chimici all'Università di Freiberg, si laureò a Heidelberg. Scoprì che dall'uraninite si sprigionava un gas che identificò come azoto. La sua teoria non fu però osservata e bisognò aspettare il '900 perché gli studi di Norman Foster Ramsey dimostrassero che il gas era in verità un amalgama di elio ed argon.
Hillebrand fu attivo nell'American Chemical Society. Dal 1908 al 1925 fu chimico al NIST.
Dal 1923 fino alla sua morte fu occupato nella stesura del trattato Analisi organica applicata.
A lui è intitolato un riconoscimento, la medaglia Hillebrand.